# Ecba ha-Galil
Ecba ha-Galil (hebr. ‏אצבע הגליל‎, dosł. Palec Galilei) – najbardziej wysunięta na północ część Galilei leżąca w państwie Izrael. Obszar ten wcina się pomiędzy terytorium Libanu i Syrii. Kształtem przypomina palec, stąd jego nazwa.

## Położenie
Ecba ha-Galil leży na terytorium państwa Izrael, w północno-wschodniej części Górnej Galilei. Obejmuje on obszar Doliny Hula (wysokość około 140 m n.p.m.), która jest ograniczona od zachodu Górami Naftali (około 900 m n.p.m.), od północnego wschodu masywem Góry Hermon (2814 m n.p.m.) i od wschodu Wzgórzami Golan (około 800–1000 m n.p.m.). Środkiem Doliny Hula przepływa rzeka Jordan. Ecba ha-Galil graniczy po stronie zachodniej i północnej z Libanem.
Najważniejszymi miejscowościami są Kirjat Szemona i Metulla.

## Historia
W wyniku I wojny światowej w 1918 roku Imperium Osmańskie utraciło kontrolę nad częścią terytorium Bliskiego Wschodu. Obszar dzisiejszego Palca Galilei znalazł się we francuskiej strefie okupacyjnej Libanu, a następnie wszedł do francuskiego Mandatu Syrii i Libanu. Brytyjczycy utworzyli na południu Mandat Palestyny. Był to wynik zawartej w 1916 roku Umowy Sykes-Picot. W Mandacie Syrii i Libanu doszło do wybuchu wojny francusko-syryjskiej, której bolesne konsekwencje odczuły tereny przygraniczne w Palestynie. Arabowie popierali idee panarabizmu i dążyli do utworzenia Wielkiej Syrii. Oskarżali oni Żydów mieszkających w tutejszych osadach o sprzyjanie władzom francuskim. W 1920 roku doszło do kilku ataków na żydowskie osady, z których najsłynniejszym było zniszczenie Tel Chaj. Na podstawie brytyjsko-francuskiego porozumienia z 1920 roku stwierdzono, że obszar dzisiejszego Palca Galilei miał wejść do brytyjskiego Mandatu Palestyny, jednak cała procedura przeciągnęła się do kwietnia 1924 roku. Wtedy to, obszar ten nazwano Palcem Galilei, ponieważ swoim kształtem przypominał palec wskazujący w terytoria francuskie na północy.
W poszukiwaniu skutecznego rozwiązania narastającego konfliktu izraelsko-arabskiego w dniu 29 listopada 1947 roku została przyjęta Rezolucja Zgromadzenia Ogólnego ONZ nr 181. Zakładała ona między innymi, że obszar ten miał znaleźć się w granicach nowo utworzonego państwa żydowskiego. Arabowie odrzucili Rezolucję i dzień później doprowadzili do wybuchu wojny domowej w Mandacie Palestyny. W trakcie jej trwania siły Arabskiej Armii Wyzwoleńczej paraliżowały żydowską komunikację w rejonie całej Galilei. Obrona żydowskich osiedli w obszarze Gór Naftali stała się ważnym elementem strategii działania Hagany. Przeprowadzona operacja „Jiftach” przyniosła zajęcia 10 maja 1948 roku miasta Safed. Większość arabskich mieszkańców tego miasta i wielu okolicznych wiosek, uciekło wówczas w panice do Libanu. W następnych dniach siły Hagany przejęły kontrolę nad całym obszarem Palca Galilei.
Bliskie sąsiedztwo granicy libańskiej spowodowało, że obszar ten wielokrotnie był ostrzeliwany przez palestyńskich terrorystów z południowego Libanu. W czerwcu 1982 roku rozpoczęła się wojna libańska (1982-1985). Po jej zakończeniu, Izraelczycy utworzyli w południowym Libanie „strefę bezpieczeństwa”, za którą odpowiedzialność ponosiła Armia Południowego Libanu. Przyniosło to znaczne uspokojenie sytuacji. Kolejne ostrzały przyniosły w odpowiedzi operację „Grona Gniewu” (11-27 kwietnia 1996 r.). W maju 2000 roku Siły Obronne Izraela ostatecznie opuściły „strefę bezpieczeństwa” w południowym Libanie. W 2006 roku doszło do II wojny libańskiej.

## Transport
Droga ekspresowa nr 90 łączy Ecba ha-Galil z pozostałą częścią kraju.